# Ольшимово
Ольшимово (бел. Альшымава) — упразднённая деревня в Волковысском районе Гродненской области Беларуси. На момент упразднения входила в состав Субочского сельсовета, в настоящее время микрорайон города Волковыск.

## География
Расположена в юго-западной части Гродненской области, на правом берегу реки Россь, на северной окраине Волковыска. Абсолютная высота — 149 метров над уровнем моря.

## История
По состоянию на 1905 год, в Ольшимове проживал 121 человек. В административном отношении упразднённая деревня входила в состав Бискупицкой волости Волковысского уезда Гродненской губернии.
Согласно Рижскому мирному договору (1921), упразднённая деревня вошла в состав Второй Польской республики. Входила в состав гмины Бискупице Волковысского повета Белостокского воеводства. В 1921 году числилось 126 жителей, проживавших в 20 домах. В этническом составе населения того периода поляки составляли 79,4 %. В конфессиональном составе католики составляли 72,2 % населения деревни, православные христиане — 27,8 %.
С 1939 года в БССР. Упразднена решением Волковысского районного совета депутатов от 27 декабря 2011 года № 72 в связи с включением ее в черту города Волковыска.

## Население
По данным переписи 2009 года, в деревне проживало 150 человек.
| Год  | Население, человек |
| ---- | ------------------ |
| 1905 | 121                |
| 1921 | ↗ 126              |
| 2009 | ↗ 150              |